# 勝田龍夫
勝田 龍夫（しょうだ たつお、1912年2月22日 - 1991年5月28日）は、元日本債券信用銀行会長。朝鮮銀行入行後、日本不動産銀行（のちの日本債券信用銀行）に入り、常務、副頭取、頭取を歴任。父は朝鮮銀行総裁、大蔵大臣等を務めた勝田主計。妻は西園寺公望の秘書・原田熊雄の娘。『重臣たちの昭和史』『中国借款と勝田主計』を著す。

## 来歴・人物
東京府下豊多摩郡渋谷町中渋谷に、愛媛県松山市出身の大蔵官僚勝田主計・伊与子の4男として生まれる。
東京府青山師範学校附属小学校、東京府立一中に入学。その頃、一中においてサッカー部が創部され、キャプテンになる。1930年、一中卒業と同時に、同校地にあった旧制府立高等学校に入学。サッカー部を創部する。その後、文士志望からの文学部行きを母に大反対され、京都帝国大学法学部に入学。
京大卒業後の1937年、朝鮮銀行（鮮銀）に入行。上海支店、ニューヨーク出張所などに勤務。この後、企画院に出向。軍需省東京地方燃料局石油課長で終戦を迎える。
戦後、鮮銀はGHQの指令によって、解散することになり、同行特殊清算人に就いた星野喜代治（日本不動産銀行初代頭取）の下で、清算人補佐となる。しかし、星野の意を汲んだ勝田の政界・官界工作が功を奏し、鮮銀の残余資産をもって1957年（昭和32年）に日本不動産銀行が設立されると、役員待遇の総務部長となる。翌年に取締役に選任。常務、副頭取を経て、1969年に第4代頭取に就任し、東北の政商の異名を取った福島交通の小針暦二と取引を開始する。1975年に会長、1988年に名誉会長となるも代表取締役のままだった。亡くなるまで日債銀のドンとして君臨する。この間、1977年に日本不動産銀行は日本債券信用銀行と改称した。
ノンフィクション作家としても知られ、著書に『重臣たちの昭和史』がある。同書はベストセラーとなり、元老西園寺公望の側近原田熊雄の娘婿という立場を活かした綿密な取材と熟達した語り口で評価が高い。また、取材当時健在だった元内大臣の木戸幸一から「近衛内閣がやめるときには、どうせ誰を持ってきても戦争は避けられないから（そして敗戦は必至だから）皇族内閣など作ったら皇室に累が及ぶ、だからどうせなら平民、軍人の方がいいじゃないかというので東條英機を推薦した」という発言を引きだしている。
1988年春に勲一等瑞宝章を受章。
1991年5月28日死去。享年79。テレビ朝日アナウンサーの勝田和宏は親戚。

## 著書など
- 『中国借款と勝田主計』ダイヤモンド社、1972年。
- 『昭和の履歴書』文藝春秋、1991年。ISBN 4163457801。松平康昌の論考も収録 
  - 『私の履歴書・経済人28巻』日本経済新聞社、2004年。にも収録。
- 『重臣たちの昭和史』文藝春秋、1981年。ISBN 4163626603、ISBN 4163626700
  - 文春文庫、1984年、再版1989年 - 各（上・下）、跋文里見弴
  - 文春学藝ライブラリー（文庫）、2014年。ISBN 416813024X、ISBN 4168130258
- 『重臣たちの昭和史 補遺』私家版、1985年。非売品（小冊子）
- 勝田龍夫追悼集編纂委員会編『追憶の勝田龍夫』同委員会刊、1992年。非売品